# Metropolis Pt. 2: Scenes from a Memory
Metropolis Pt. 2: Scenes from a Memory je pátým studiovým albem skupiny Dream Theater a bylo vydáno v roce 1999. Jedná se o koncepční album, která pojednává o příběhu Nicolase, objevujícího svůj minulý život v těle Viktorie Pageové a s ním i lásku, vraždu a nevěru.

## Historie
Jak již sám název napovídá, Metropolis Pt. 2: Scenes From A Memory je pokračováním; následuje po "Metropolis Pt. 1: The Miracle And The Sleeper", skladbě z druhého a komerčně nejúspěšnějšího alba skupiny, které nese název Images and Words. Cílem skupiny však při vymýšlení názvu pro tuto skladbu nebylo vytvořit dvoudílný výpravný kus – jednalo se o vtip a pouze po neustávajících prosbách od fanoušků začala skupina pracovat na druhé části.
I přesto měla být původně namísto celého alba Part 2 pouze jedinou písní. Její podoba se začala utvářet v průběhu nahrávání alba Falling into Infinity na přelomu let 1996 a 1997. Skladba však nebyla nikdy dokončena a to převážně kvůli nechuti tehdejší nahrávací společnosti vydat dvojalbum, což by bylo nezbytné, aby skladbu bylo možné zařadit.
Skupina nakonec nahrála 23 minut dlouhé demo s Derekem Sherinianem za klávesami, aby se k němu později vrátila. Pouze 12 minut z něj je veřejně dostupných přes internet a i přesto Mike Portnoy, zakladatel YtseJam Records, která prodává oficiální bootlegy Dream Theater, trval na tom, aby jej fanoušci nesdíleli. Při práci na svém pátém albu se k demu skupina skutečně vrátila a toto album vzniklo z něj.
Na doprovodném turné k této desce jej Dream Theater hráli jako celek. V roce 2000 na závěrečném koncertě ze severoamerické části turné bylo natočeno DVD, později vydané pod názvem Metropolis 2000: Scenes from New York, na kterém členové skupiny také probírají koncept Scenes from a Memory.
Album se umístilo na 95. místě v žebříčku 100 nejlepších kytarových alb všech dob, zveřejněného v říjnovém vydání magazínu Guitar World v roce 2006. Toto album je zároveň prvním albem, kde za klávesami stál Jordan Rudess.
Na grafice bookletu najdeme obrázek novinového článku a sebevrahova dopisu ("suicide note"), který známe z textů na albu. Na pozadí je kopie knihy "The Plumed Serpent" od D. H. Lawrence. Tato kniha pojednává o období Aztéků a jejich boha Quetzalcoatla, který představoval, krom jiného, také převtělování a reinkarnaci. To koresponduje s motivem alba. Mimo to je "The Plumed Serpent" o milostném trojúhelníku mezi ženou a dvěma muži – ani tento motiv albu není cizí.

## Skladby
- Poslední stopou na albu začíná pro Dream Theater svého druhu hudební experiment. Šum, který můžeme slyšet na začátku "The Glass Prison", první skladby alba Six Degrees of Inner Turbulence z roku 2002, je ten samý šum, jímž končí poslední skladba Scenes nazvaná „Finally Free“. Podobná propojení můžeme nalézt také na albu Train of Thought a nadobro končí závěrem titulní skladby alba Octavarium, vydaného v roce 2005.
- Hudebně je toto album podobné předchozím albům Images and Words a Awake. Předcházející studiové album Falling Into Infinity fanoušci kritizovali za příliš tuctový zvuk a jako odpověď bylo toto album nahráno velice progresivně, překypuje instrumentálními pasážemi a nejrůznějšími takty, které neustále střídá.
- Odkazy na skladbu "Metropolis Part 1" nalezneme na tomto albu často. Například klávesy, které slyšíme na začátku „Overture 1928“, jsou ty samé klávesy, které zahajují také Metropolis pt. 1.
- Ke dnešnímu dni je Metropolis Pt. 2: Scenes from a Memory posledním albem, na kterém se texty podílel také baskytarista John Myung.

## Seznam skladeb
Hudbu složila kapela Dream Theater, pokud není uvedeno jinak.
| Pořadí | Název                            | Hudba    | Text           | Délka |
| ------ | -------------------------------- | -------- | -------------- | ----- |
| 1.     | Scene One: Regression            | Petrucci | John Petrucci  | 2:06  |
| 2.     | Scene Two: I. Overture 1928      |          | (instrumental) | 3:37  |
| 3.     | Scene Two: II. Strange Deja Vu   |          | Mike Portnoy   | 5:12  |
| 4.     | Scene Three: I. Through My Words | Petrucci | Petrucci       | 1:02  |
| 5.     | Scene Three: II. Fatal Tragedy   |          | John Myung     | 6:49  |
| 6.     | Scene Four: Beyond This Life     |          | Petrucci       | 11:22 |
| 7.     | Scene Five: Through Her Eyes     |          | Petrucci       | 5:29  |

| Pořadí         | Název                                 | Hudba          | Text           | Délka |
| -------------- | ------------------------------------- | -------------- | -------------- | ----- |
| 8.             | Scene Six: Home                       |                | Portnoy        | 12:53 |
| 9.             | Scene Seven: I. The Dance of Eternity |                | (instrumental) | 6:13  |
| 10.            | Scene Seven: II. One Last Time        |                | James LaBrie   | 3:46  |
| 11.            | Scene Eight: The Spirit Carries On    |                | Petrucci       | 6:38  |
| 12.            | Scene Nine: Finally Free              |                | Portnoy        | 11:59 |
| Celková délka: | Celková délka:                        | Celková délka: | Celková délka: | 77:06 |

## V hitparádách
Billboard 200:
- Metropolis Pt. 2: Scenes From a Memory - #73

Billboard Top Internet Albums:
- Metropolis Pt. 2: Scenes From a Memory - #2

UK Album Chart:
- Metropolis Pt. 2: Scenes From a Memory - #131

## Tvůrci alba

### Skupina
- James LaBrie – vokál
- John Myung – basová kytara
- John Petrucci – kytary, vokál
- Mike Portnoy – bicí, perkuse, vokál
- Jordan Rudess – klávesy

### Hosté
- Theresa Thomason – dodatečný vokál na "Through Her Eyes" a "The Spirit Carries On".
- Theresa Thomason, Mary Canty, Shelia Slappy, Mary Smith, Jeanette Smith, Clarence Burke Jr., Carol Cyrus, Dale Scott – dodatečné vokály na "The Spirit Carries On".
- Sbor sestaven a veden Jordanem Rudessem.
- Terry Brown – hlas hypnoterapeuta.

### Produkce
- Doug Oberkircher – Zvukotechnik
- Brian Quackenbush – Pomocný technik
- Michael Bates – Pomocný technik
- Terry Brown – Koproducent vokálů
- Kevin Shirley – Technik nahrávání na skladbách 2-8 a 11
- Rory Romano – Pomocný technik nahrávání na skladbách 2-8 a 11
- David Bottrill – Technik nahrávání na skladbách 1, 9, 10 a 12
- Shinobu Mitsuoka – Pomocný technik nahrávání na skladbách 1, 9, 10 a 12
- George Marino – Technik masteringu
- Eugene Nastasi – Pomocný technik masteringu
- Lili Picou – Umělecký dohled a design
- Dave McKean – Přebal
- Ken Schles – Fotografie postav
- Andrew Lepley – Fotografie domu

## Postavy

### Současnost
- Nicholas
- Hypnoterapeut
- Starý muž

### 1928
- Victoria Page – "Metropolis/Love"
- Sen. Edward Baynes – "The Miracle"
- Julian Baynes – "The Sleeper"

## Příběh

### První dějství
Scene One: Regression – Album začíná hlasem Hypnoterapeuta, který uvádí Nicholase do hypnotického spánku za účelem regresní terapie.
Scene Two: I. Overture 1928 – Nicholas, nyní v hypnóze, se noří do surreálného klidu a pohodlí. Hlouběji a hlouběji v tomto stavu se začíná soustředit na příčiny své terapie, dívku jménem Victoria a její život, tak podobný tomu jeho.
Scene Two: II. Strange Déjà Vu – Slyšíme více o předchozích snech, které Nicholase zavedly až na tuto terapii, a zároveň se v hypnóze dostáváme ještě hlouběji. Dozvídáme se, že kdykoliv Nicholas zavře oči, dostává se do velmi živého a opakujícího se snu o jiném životě, který je však zcela mimo dosah vědomého porozumění. Zjišťujeme, že právě to bylo důvodem pro návštěvu Hypnoterapeuta.
Ve snu vidí cestu k domu, uvnitř v patře toho domu v zrcadle spatřuje odraz dívky. To vše mu přijde velmi povědomé, ačkoliv logicky by nemělo. V tomto snu, nejspíše proto že je hypnotický, se některé věci znají jasnějšími než dříve. Vidí tvář té dívky a může se jí i zeptat "Young child, won't you tell me why I'm here?" ("Dítě, nemůžeš mi říci, proč jsem zde?") Cítí, že se s ním chce o něco podělit a že má důvod, proč jej sem zavedla, možná příběh k vyprávění, a ten je tak děsivý, že jí rve duši ("tearing at her soul").
Victoria nyní dává první vodítko, proč Nicholase pronásleduje – snažila se najít cestu, jak zjevit pravdu o své smrti. Vyjevuje také velký stesk ("tears my heart into two"). Ten, spolu s dalším veršem "Nejsem ta, kterou si Spáč myslel, že zná" ("I'm not the one the Sleeper though he knew"), je jejím pocitem viny, že se Julian Baynes (v příběhu také nazývaný Spáč, "The Sleeper") nikdy nedozvěděl o jejím vztahu s jeho bratrem, senátorem Edwardem Baynesem (nazývaným Zázrak, "The Miracle"), o kterém se ale dozvíme mnohem později. Cítí se vinna za to, co Julianovi provedla.
Nicholas se vrací z terapie do skutečného života. I přesto, že je vzhůru, myšlenky a události jeho předchozího života začínají stále častěji vstupovat do jeho současného a znamenají začátek jeho posedlosti přijít celé věci na kloub. Zoufale chce vědět, proč se ty věci dějí, a rád by vědomě přešel do toho druhého světa, jen kdyby věděl jak. Nic ze současnosti pro něj není důležité, jen dozvědět se něco nového o své posedlosti. Právě zde se prvně začíná přiklánět k myšlence, že možná opravdu žil ve světě, o kterém sní. Uvědomuje si, že ta snová země drží klíč k jeho klidu a nespočine, dokud jím ty dveře neodemkne.
Scene Three: I. Through My Words – Nicholas si uvědomuje spojení mezi jím a Viktorií. Již ví, proč je k ní a jejímu světu přitahován, jako by sdíleli jedinou duši.
Scene Three: II. Fatal Tragedy – Začíná, když je Nicholas v noci sám ("alone at night"). Sice již o Victorii ví, ale netuší, proč je tak zraněná ani jak je v tom zapleten. O něco později odchází navštívit Starého muže, o kterém nám příběh říká, že je také osamělý ("alone"). O jaký se jedná dům a kdo je Starým mužem, to však příběh neprozradí. Význam staříka spočívá v tom, že ví něco málo o dávné vraždě a podělí se o to s Nicholasem. Dozvídáme se, že kdysi dávno zde byla zavražděna dívka a že byla velmi mladá. Nicholas sedí a naslouchá příběhu Starého muže ("the older man") a shledává, že je dodnes opředen tajemstvím.
Později si Nicholas uvědomuje, že dokud neodhalí pravdu o tom, co se stalo s Viktorií, nebude schopen žít svůj současný život. Zůstává uzamčen ve své posedlosti a nemůže se z ní vymanit. Dozvídáme se, že si Nicholas uvědomuje, že bez víry a naděje nemůže dojít klidu mysli ("there can be no peace of mind") a snaží se najít víru v to, že odhalí pravdu - bez ní totiž nikdy nespočine. Skladba končí slovy Hypnoterapeuta. V příštím sezení se Nicholas vrací do okamžiku Victoriiny vraždy.
Scene Four: Beyond This Life – Z novinového článku se dozvídáme, co se stalo v roce 1928. Edward Baynes, svědek zločinu, slyšel strašlivý zvuk (a horrifying sound) a poté, co dorazil k jeho zdroji, nalezl zastřelenou dívku a střelce, rozkročeného nad ní. Snaží se pomoci, střelec páchá sebevraždu a jeho bezvládné tělo se svalí přes dívčino. Článek hovoří o smutném konci nešťastného románku (a sad close to a broken affair), což naznačuje, že oběť a její vrah mohli být milenci.
Noviny dále vysvětlují, že Victoria a Julian se nedávno pro Julianův dekadentní způsob života rozešli. Existuje mnoho možností, čím se mohl Julian provinit, nicméně DVD Metropolis 2000: Scenes from New York naznačuje, že se mohlo jednat o vášnivé hráčství či závislost na drogách. Z příběhu je možné vytušit, že kdyby se napravil, Victoria by mu dala další šanci – článek nicméně poznamenává, že se jednalo o vraždu předem připravenou.
Dozvídáme se také popis místa činu, které nese pozůstatky zápasu ('a violent struggle') a kde byl nalezen vyskakovací nůž. To vyvolává otázky, protože u běžné mladé dívky třicátých let dvacátého století byste jej rozhodně nečekali – pokud se samozřejmě nechtěla bránit. Ve vrahově kapse byl také nalezen ručně psaný dopis, ve kterém píše, že by se raději zabil než aby žil bez Victorie, ale o tom, že by jí chtěl ublížit, v něm není ani zmínka.
V závěru skladby se opakuje pasáž z Beyond This Life. To se právě Nicholas utvrzuje v tom, že s Victorií sdílí stejnou duši, a také naznačuje, že duše se nejen reinkarnují, ale také s sebou věčně nesou stejnou osobnost a její skutky.
Scene Five: Through Her Eyes – Nicholas opět bdí. Zjistil, že Victoria (on?) byl(a) v roce 1928 brutálně zavražděn(a) a cítí nutkání navštívit její hrob. Vyjadřuje lítost, kterou cítí za ni, za její bezbrannost a její nevinnost. Jak se učí dívat se na svět jejíma očima, uvědomuje si, že se to stalo také JEMU, a nespravedlnost celé věci ho začíná trápit.
U jejího hrobu jej smutek přemůže. Dokonce i slova na jejím náhrobním kameni říkají, že se jednalo o sladkou nevinnou dívku, jež byla brutálně připravena o život ve velmi nízkém věku. Je překvapen, jak moc její smrt cítí jako svou vlastní, a srovnává ji se ztrátou někoho, koho milujete. Zatímco se utápí ve smutku, nechává svou hlavou putovat představy o ní. Přemýšlí, o kolik více toho zažil a prožil a nespravedlnost její smrti na něj opět doléhá. Jak se skladba blíží ke konci, Nicholas si uvědomuje, že svým vyjádřením smutku a lítosti nad touto tragédií se mu ulevilo a že může pokračovat dál se svým životem. Období bolesti bylo nezbytné, aby se smířil se svou smrtí (byť v předchozím životě) a plně docenil život současný.

### Druhé dějství
Scene Six: Home – Julian hovoří o svých závislostech a o tom, jak žije jako v nějaké frašce. Následně, jak jsme se již dozvěděli, jej Victoria opouští a z textu "Lines take me higher" je možné odtušit, že je to kvůli jeho závislosti na kokainu. Ze zvuku mincí v průběhu následující instrumentální pasáže můžeme soudit, že jeho problémem bylo vášnivé hráčství. Hovoří také Edward a popisuje, jak se mu Victoria kvůli rozchodu vyplakávala na rameni. Uvědomuje si, že se do ní zamiloval, a poprvé cítí vinu, že podvedl svou vlastní krev. Jeho posedlost Victorií ale roste a tak využívá její zranitelnosti k tomu, aby ji svedl.
Nakonec slyšíme i Nicholase, zpět v současnosti a bdícího. Dosud ví pouze to, co mu řekl Starý muž a to, co se dozvěděl z novinového článku při svém posledním terapeutickém sezení. Je mu jasné, že v tomto příběhu musí být něco víc, a je posedlý touhou celou záhadu vyřešit. Touží po návratu do minulosti a nemůže se dočkat dalšího sezení, aby se mohl k příběhu vrátit.
V textu této skladby je mnoho podobností se skladbou "Metropolis Pt. 1", např. odkazy na "the city's cold blood", "lake of fire" a "I was told there's a new love that's born for each one that has died." "Home" také obsahuje slova "Victoria watches and thoughtfully smiles / she's taken me to my home", zatímco v "Metropolis" se zpívá "Metropolis watches and thoughtfully smiles / she's taken you to your home."
Scene Seven: I. The Dance of Eternity – Poslední slova v "Metropolis Pt. 1" říkají: "Love is the Dance of Eternity" ("Láska je tancem věčnosti"). To představuje Victoriin a Edwardův milostný románek. "Tanec" pro pohyby milenců a "věčnost" pro věčnou památku na ten okamžik.
Scene Seven: II. One Last Time – Na začátku skladby si Nicholas vše prochází v hlavě a na základě důkazů, které zatím získal, dochází k závěru, že novinový článek neměl úplně pravdu. Také se zdá, že slyšel nějaké klepy o Victoriině vztahu s Edem. Zranila snad Victoria Eda a rozešla se s ním? Slyšíme také Victorii, opět v minulosti, říkat "One last time, we'll lay down today" ("Dnes naposledy spolu spočineme"). To se asi loučí s Edem na jejich poslední schůzce.
Nicholas navštěvuje Edwardův dům, ve kterém s Victorií prožil svůj románek. Zdá se, že ten dům nese mnoho stop a Nicholas si myslí, že se konečně začínají potvrzovat jeho domněnky. Ačkoliv je právě vzhůru, se vstupem do ložnice zažívá svého druhu odhalení, jako by právě na okamžik vyklouzl z vědomí. Chlad, známý z dřívějších snů, se vrací a on se najednou ocitá venku, slyšíc ženský křik a muže, prosícího o odpuštění. Je možné, že Nicholas již tuší, že Edward a Victoria spolu něco měli – k tomu podezření vede v domě více věcí. Ve svém stavu dvojího vědomí vidí Victoriiny vzpomínky na osudovou schůzku, ale nedostává dostatek informací a scéna zmizí do prázdna.
Scene Eight: The Spirit Carries On – Nicholas je opět v hypnóze, upevňujíc své přesvědčení, že jeho duše je nesmrtelná a že se tedy není třeba smrti bát. Věří, že Edward byl do vraždy zapleten, a chystá se vyjevit pravdu o zločinu, který se stal před 70 lety. Objevuje se Victoria, nyní v současnosti, a sděluje Nicholasovi, že by se přes to měl přenést. Že mu odhalila pravdu a že by na ni nikdy neměl zapomenout. Nicholas cítí, že si Victorii udobřil a že se pomalu zbavuje své posedlosti. Cítí, že ten hlavní důvod, proč se to stalo, je poselství, že smrtí nic nekončí a že se jedná jen o přechod, jak již Hypnoterapeut řekl.
Scene Nine: Finally Free – Poslední obraz nese informaci, kterou Nicholas netuší, neboť jej Hypnoterapeut vyvádí z poslední hypnózy a my jej slyšíme nastupovat do auta a odjíždět. Dozvídáme se, že Victoria a Julian se náhodou setkali a rozhodli se později tajně sejít, aby si mohli promluvit. Ona je rozrušená, protože Julian je tím jediným, koho vždy milovala, a chystá se s Edwardem rozejít. Již není rozpolcena mezi Edwardem a Julianem a ví, s kým chce být. Ale uvědomuje si, že by Edward svého bratra zabil, kdyby jen tušil ("he'd kill his own brother if he only knew") o jejich vztahu.
A tak se potkávají v ústraní. Edward se však přesto objevuje, zápasí s Julianem, který odhazuje lahev alkoholu z kapsy kabátu, a vytahuje nůž. Ed Juliana zastřelí, Victoria křičí, Edward říká "Open your eyes, Victoria" ("Otevři oči, Victorie") a zabíjí ji též. Julian se k ní doplazí, zhroutí se na ni a vyřkne svá poslední slova ("One last time…"). Edward mu dává do kapsy sebevražedný dopis, zavolá pomoc a sehraje svou roli svědka.
Vracíme se k Nicholasovi. Je na cestě domů, osvobozen od svého trápení. Dozvěděl se o svém životě i o tom, že i po smrti bude pokračovat. Přijíždí domů, dá si sklenku, relaxuje. Slyšíme ale i další vůz a se slovy "Open your eyes, Nicholas" do místnosti vstupuje Hypnoterapeut. Gramofon se zastaví a my slyšíme jen odeznívající šum. Hypnoterapeut, Edwardova reinkarnace, Nicholase právě zabil.